# Прищепа Катерина Миколаївна
Катерина Миколаївна Прищепа (нар. 29 січня 1975) — українська волейболістка, Майстер спорту України. Учасниця Літніх Паралімпійських ігор 2016 року.
Займається у секції волейболу Київського регіонального центру «Інваспорт». Користується інвалідним візком.

## Досягнення
- І місце у командному заліку на Чемпіонаті Європи 2013 року та 2015 року.
- І місце у командному заліку на міжнародному турнірі 2016 року у м. Амстердам (Нідерланди).
- ІІ місце у командному заліку у міжнародному турнірі 2016 року.